# Фаброни (лунный кратер)
Кратер Фаброни (лат. Fabbroni) — небольшой ударный кратер в юго-восточной части Моря Ясности на видимой стороне Луны. Название присвоено в честь итальянского химика Джованни Фаброни (1752—1822) и утверждено Международным астрономическим союзом в 1976 г.

## Описание кратера

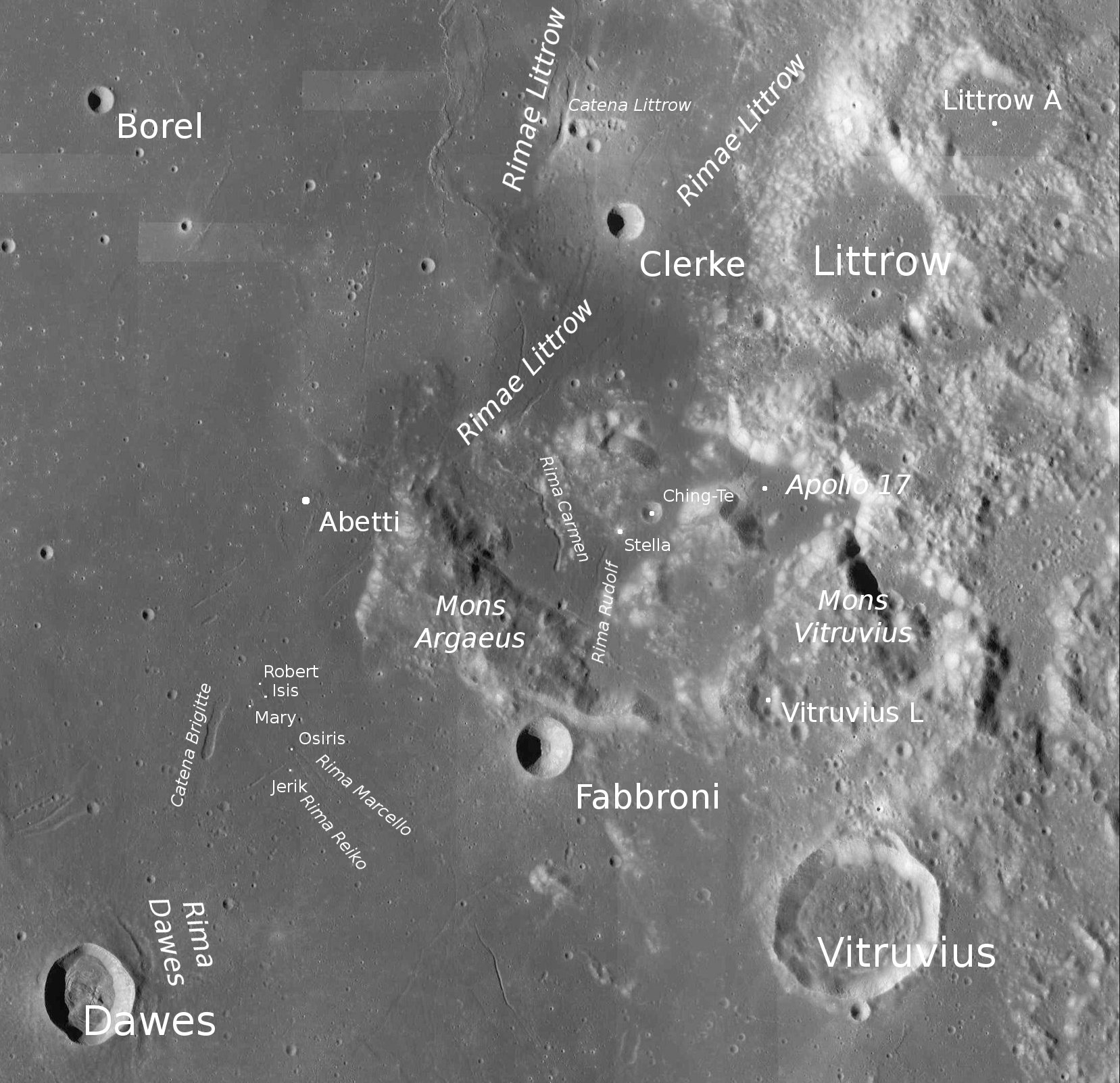
Окрестности кратера Фаброни. Снимок зонда Lunar Reconnaissance Orbiter.

Кратер Фаброни примыкает к юго-восточным отрогам пика Аргея. Ближайшими его соседями являются кратер Абетти на северо-западе; маленькие кратеры Стелла и Чин-Те на севере-северо-востоке; кратер Витрувий на юго-востоке; кратер Дауэс на юго-западе, а также группа крохотных кратеров на западе – Роберт, Исис, Мария, Осирис и Иерик. На западе от кратера располагаются борозды Марчелло и Рейко; на севере борозды Кармен и Рудольфа. Селенографические координаты центра кратера 18°40′ с. ш. 29°16′ в. д. / 18,66° с. ш. 29,27° в. д., диаметр 10,6 км, глубина 2150 м.

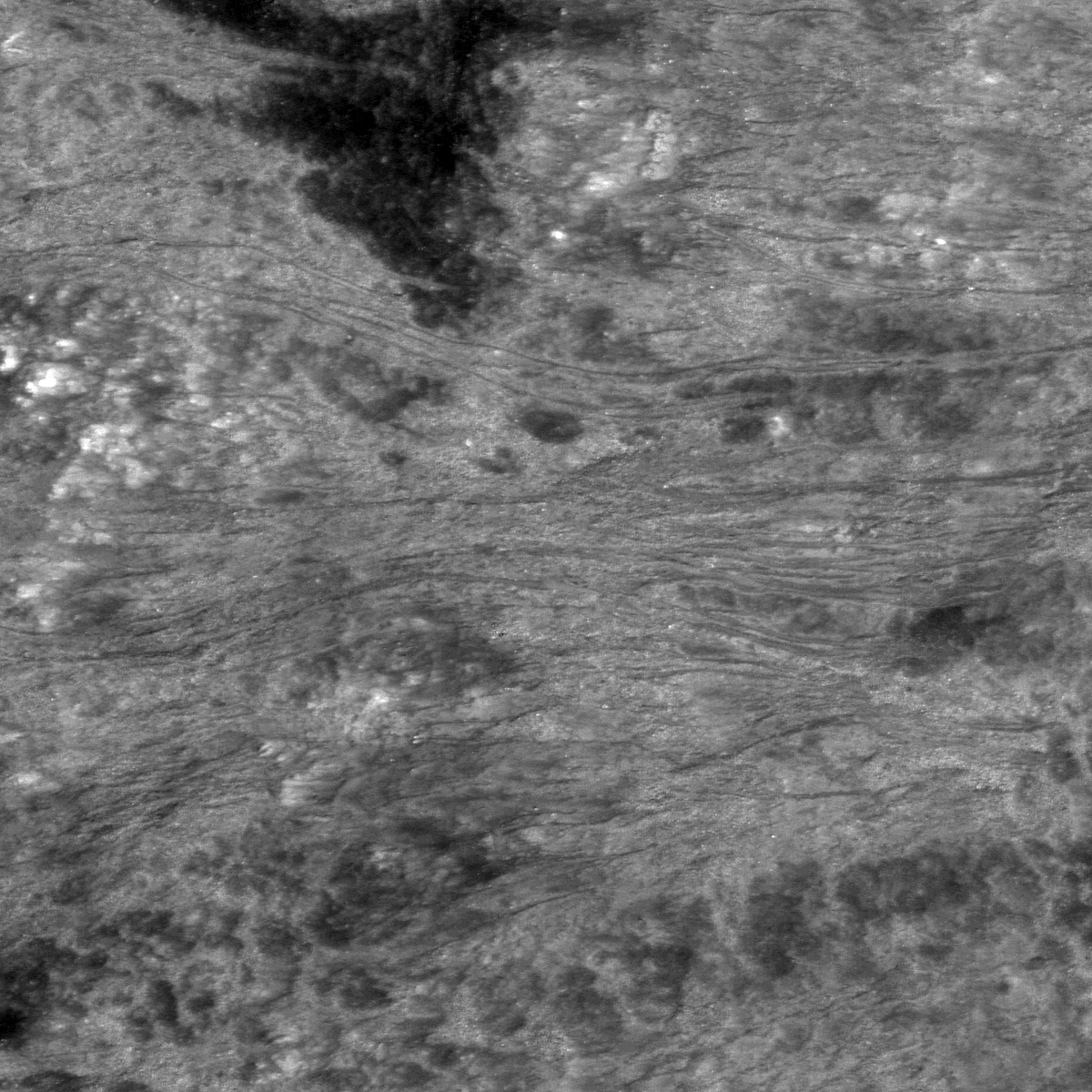
Потоки гранулярного материала в западной части внутреннего склона кратера Фаброни. Снимок зонда Lunar Reconnaissance Orbiter.

Кратер Фаброни имеет циркулярную чашеобразную форму с небольшим участком плоского дна. Вал четко очерчен, внутренний склон гладкий, с высоким альбедо. Высота вала над окружающей местностью достигает 370 м, объем кратера составляет приблизительно 40 км³. По морфологическим признакам кратер относится к типу BIO (по названию типичного представителя этого класса — кратера Био), включен в список кратеров с темными радиальными полосами на внутреннем склоне Ассоциации лунной и планетарной астрономии (ALPO).
До получения собственного наименования в 1976 г. кратер имел обозначение Витрувий E (в системе обозначений так называемых сателлитных кратеров, расположенных в окрестностях кратера, имеющего собственное наименование).

## Сателлитные кратеры
Отсутствуют.

## Места посадок космических аппаратов
- 11 декабря 1973 года приблизительно в 50 км к северо-востоку от кратера Фаброни, в точке с селенографическими координатами 20°11′27″ с. ш. 30°46′18″ в. д. / 20,19080° с. ш. 30,77168° в. д.G, совершил посадку лунный модуль "Челленджер" экспедиции Аполлон-17.

## См.также
- Список кратеров на Луне
- Лунный кратер
- Морфологический каталог кратеров Луны
- Планетная номенклатура
- Селенография
- Минералогия Луны
- Геология Луны
- Поздняя тяжёлая бомбардировка